# فرناندو آلوز
فرناندو آلوز (انگلیسی: Fernando Álvez؛ زادهٔ ۴ سپتامبر ۱۹۵۹ بازیکن فوتبال اهل اروگوئه است که در پست دروازه‌بان بازی می‌کند.
از باشگاه‌هایی که در آن بازی کرده‌است می‌توان به باشگاه فوتبال بوتافوگو، سن لورنزو، باشگاه فوتبال پنیارول، باشگاه فوتبال لیبرتاد، باشگاه ورزشی دفنسور، باشگاه فوتبال سانتا فه، باشگاه فوتبال پنیارول، باشگاه فوتبال پنیارول، تیم ملی فوتبال اروگوئه و سن لورنزو اشاره کرد.
وی همچنین در تیم ملی فوتبال تیم ملی فوتبال اروگوئه بازی کرده‌است.